# Nicolau Santos
Nicolau Fernando Ramos dos Santos ComIH (Luanda, 29 de julho de 1954) é um jornalista português.
Jornalista especializado em assuntos económicos, foi diretor-adjunto do semanário Expresso e coapresentador do Expresso da Meia-Noite, transmitido na SIC Notícias. Publicou três livros, Portugal Vale a Pena, Aroma de Pitangas e Amarelo Tango. Foi até março de 2021,presidente do Conselho de Administração da Agência Lusa para o mandato 2018-2020.
A partir de março de 2021 é eleito presidente do Conselho de Administração da RTP.
A 30 de janeiro de 2006, foi feito Comendador da Ordem do Infante D. Henrique.